# یواس‌اس کاردینال (ای‌ام‌اس-۴)
یواس‌اس کاردینال (ای‌ام‌اس-۴) (به انگلیسی: USS Cardinal (AMS-4)) یک کشتی بود که طول آن ۱۳۶ فوت (۴۱ متر) بود. این کشتی در سال ۱۹۴۳ ساخته شد.